# Cour Saint-Émilion (métro de Paris)
Pour la voie urbaine, voir Cour Saint-Émilion.
Cour Saint-Émilion est une station de la ligne 14 du métro de Paris, située dans le 12e arrondissement de Paris.

## Situation
La station se trouve sous le sud du parc de Bercy à proximité du franchissement souterrain de la Seine.

## Histoire
La station est ouverte le 15 octobre 1998 lors de l'ouverture de la ligne 14. Elle tire son nom de la cour Saint-Émilion voisine. Saint-Émilion est le nom d'une appellation d'origine contrôlée des vins de la région de Bordeaux. La station est implantée dans l'ancienne gare de marchandises de Bercy, dans la partie qui accueillait les trains amenant les vins du sud de la France.
Initialement, la station devait s'appeler Dijon, puis il a été décidé de la nommer Pommard - Saint-Émilion en référence à la rue de Pommard et à la cour Saint-Émilion toutes proches. Ainsi, aucun des deux grands vignobles français n'aurait été avantagé par rapport à l'autre, évitant une polémique de plus dans la légendaire rivalité entre le vignoble de Bourgogne et le vignoble de Bordeaux. Finalement, pour tout simplifier, le seul nom de Cour Saint-Émilion a été choisi.
Lors de son ouverture, la station dispose d'un unique accès situé à l’entrée de Bercy Village (actuel accès no 1). En octobre 2014, des aménagements sont lancés dans le cadre du prolongement de la ligne 14 et de l’extension des rames à huit voitures. Ainsi, une sortie supplémentaire, composée d’un escalier fixe et d’un escalier mécanique, est construite au sud de la station pour déboucher rue François-Truffaut. De plus, la salle des billets, où mène l'accès existant, est gratifiée d’un nouvel escalier, dont le débouché est situé rue de l'Ambroisie, face à l’ascenseur existant,,. Le 27 novembre 2017, les travaux sont finalement achevés et inaugurés.
En 2019, 6 043 808 voyageurs sont entrés à cette station ce qui la place à la 60e position des stations de métro pour sa fréquentation.
En 2020, avec la crise du Covid-19, 2 792 734 voyageurs sont entrés dans cette station ce qui la place à la 61e position des stations de métro pour sa fréquentation.
En 2021, la fréquentation remonte progressivement, avec 2 985 122 voyageurs qui sont entrés dans cette station ce qui la place à la 110e position position des stations de métro pour sa fréquentation.

## Services aux voyageurs

### Accès
La station dispose de trois accès :
- l'accès no 1, nommé « Passage Saint-Émilion Bercy Village », est équipé de deux escaliers mécaniques (un pour la montée et l’autre pour la descente), d’un ascenseur et d’un escalier fixe ;
- l'accès no 2, nommé « Rue de l’Ambroisie » débouche, par un escalier fixe, sur ladite rue (entre l’ascenseur et les escaliers de la sortie no 1) ;
- la sortie no 3, nommée « Rue François Truffaut », débouche par un escalier fixe et un escalier mécanique sur la rue susnommée.

Accès à la station
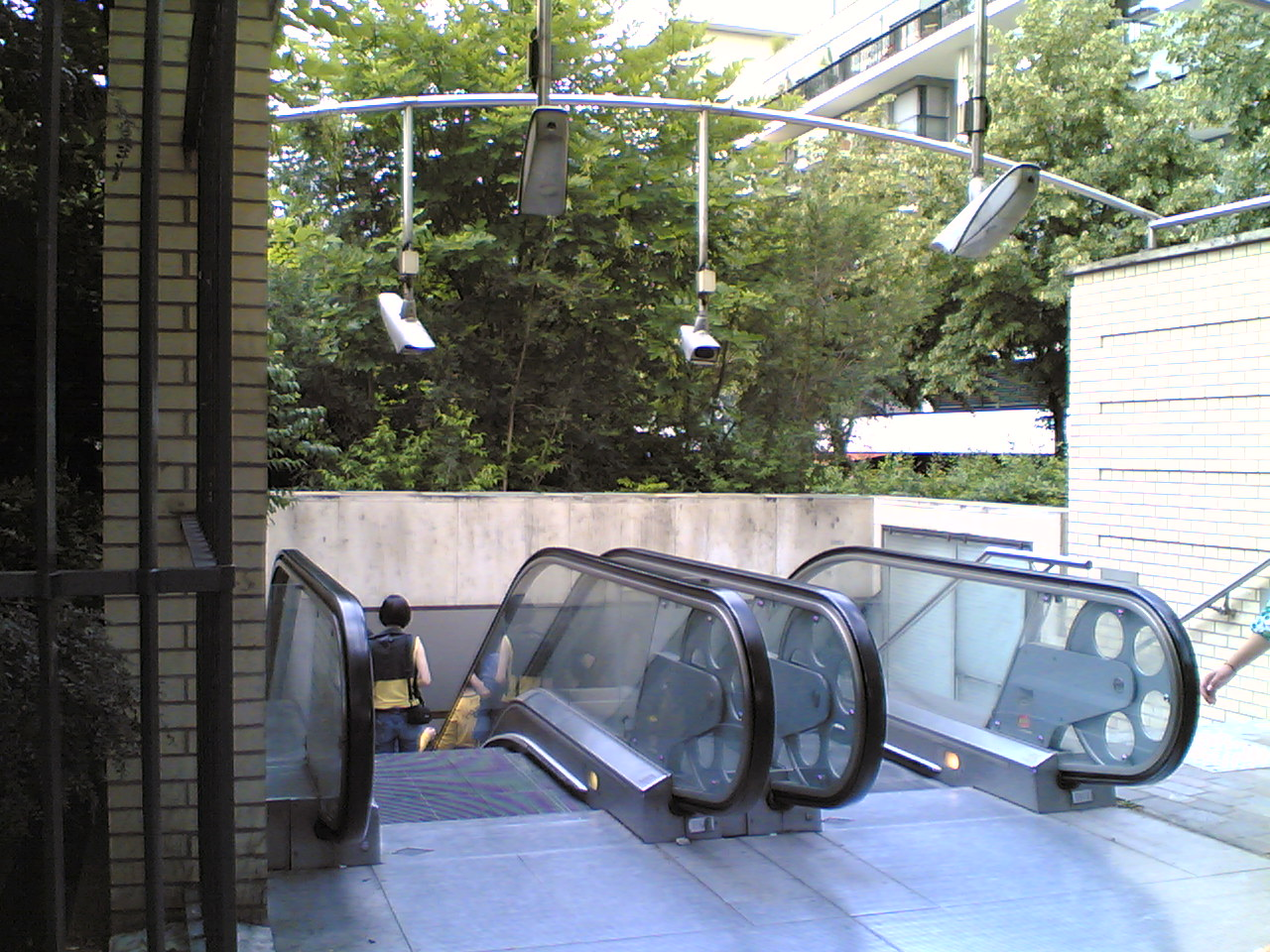
L'accès no 1 « Passage Saint-Émilion ».
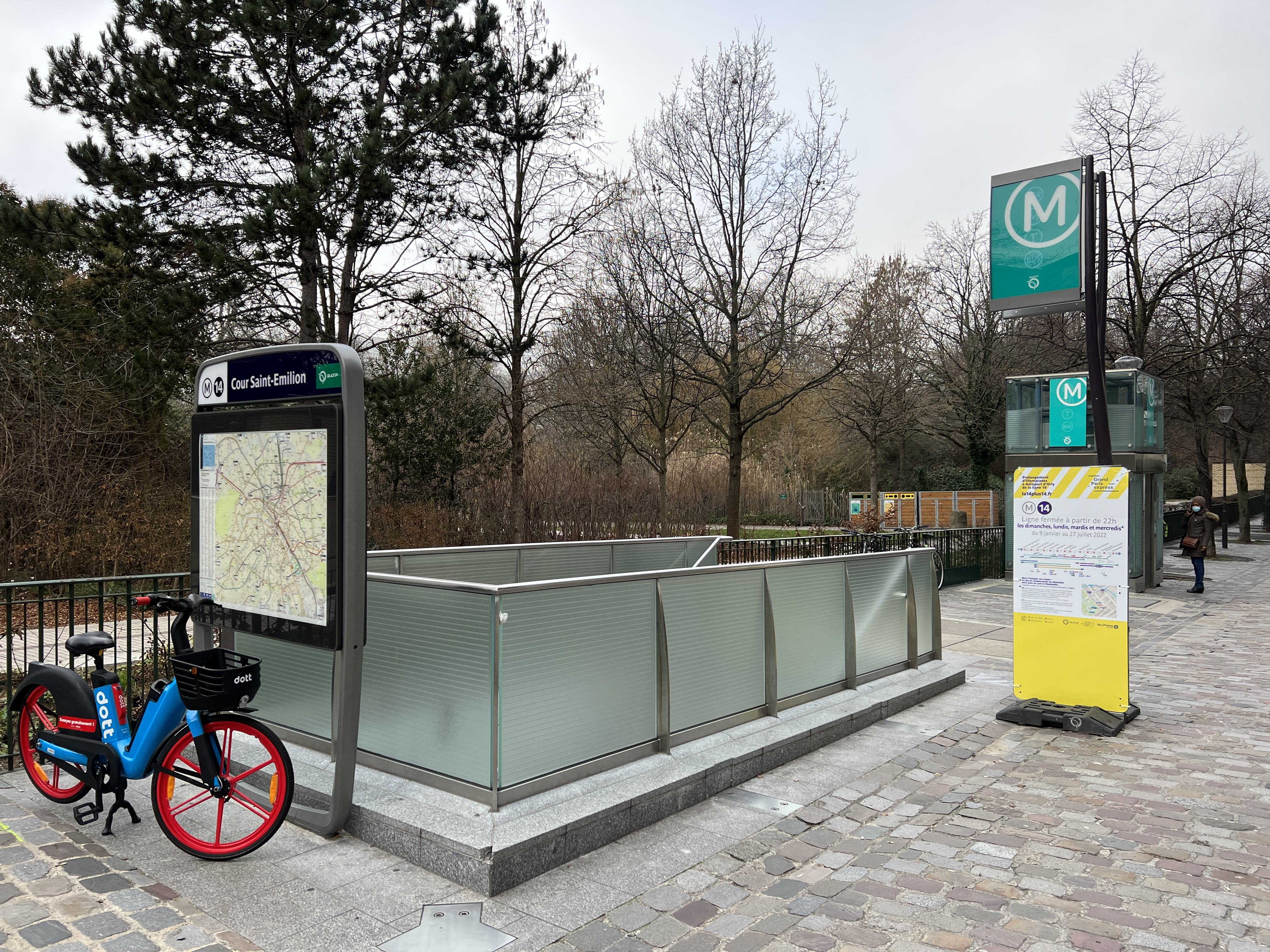
L'accès no 2 « Rue de l'Ambroisie ».
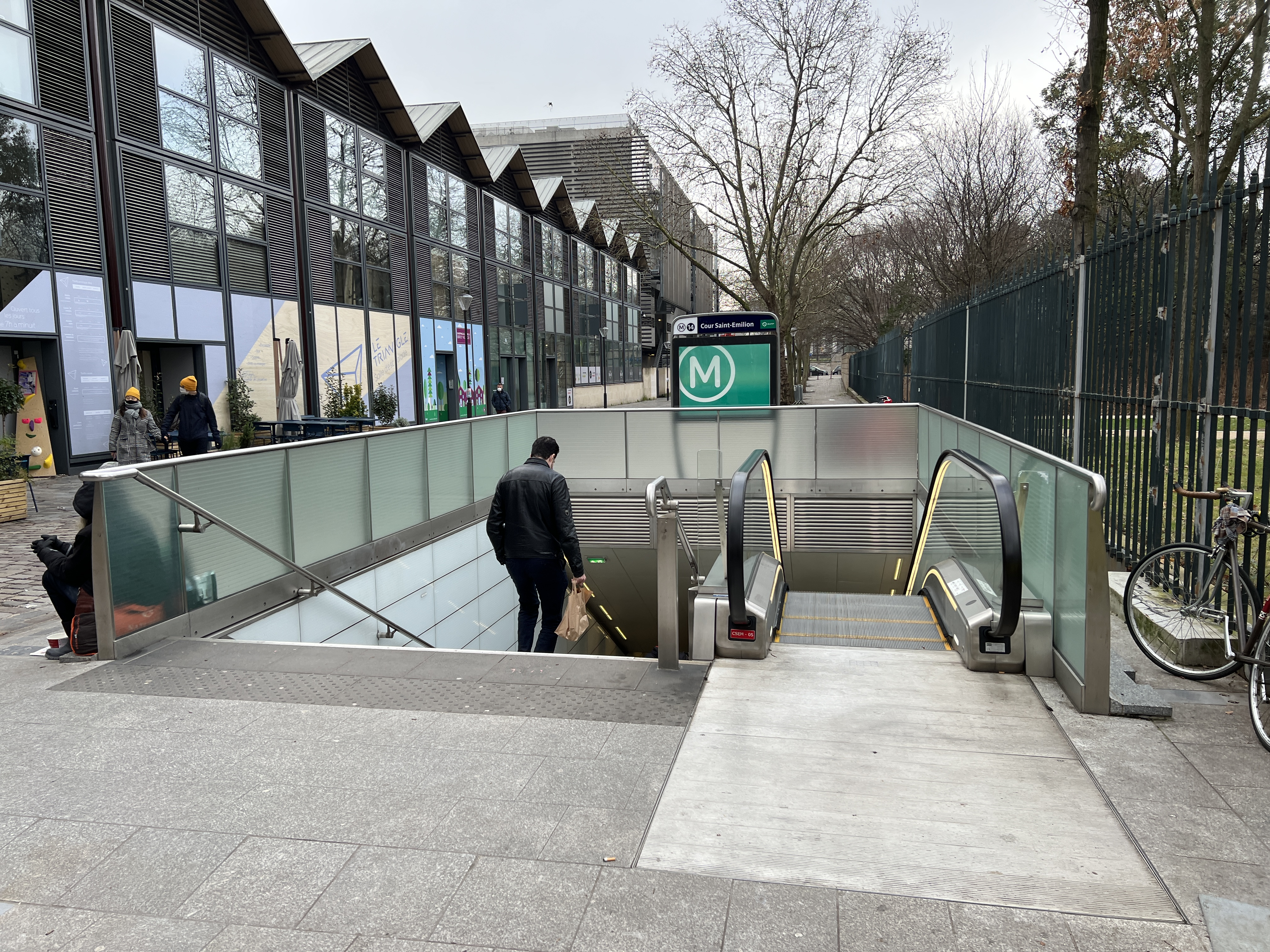
L'accès no 3 « Rue François Truffaut ».

### Quais
Les quais sont de configuration standard : au nombre de deux, ils sont séparés par les voies situées au centre.
L'architecture de la station suit les principes définis par Bernard Kohn pour l'ensemble de la ligne 14 dès 1991. La station est donc conforme aux autres stations de la ligne tant par le choix des matériaux (voûtes en béton clair, bois sur les plafonds, etc.) que l'éclairage et une hauteur sous plafond et des quais plus larges que la moyenne du métro parisien.

### Intermodalité
La station est en correspondance, à l'arrêt Terroirs de France (à 250 mètres environ, au sud-est), avec les lignes 24, 109 et 111 du réseau de bus RATP et, la nuit, avec les lignes N32 et N130 du réseau de bus Noctilien.
Par ailleurs, l'arrêt Dijon - Lachambeaudie de la ligne 64 du réseau de bus RATP se trouve à 350 mètres environ, au nord.

## À proximité
- L'entrée de la station débouche sur Bercy Village, un complexe commercial installé dans les anciens entrepôts de vin de Bercy.
- Le parc de Bercy
- Le musée des Arts forains

Galerie de photographies
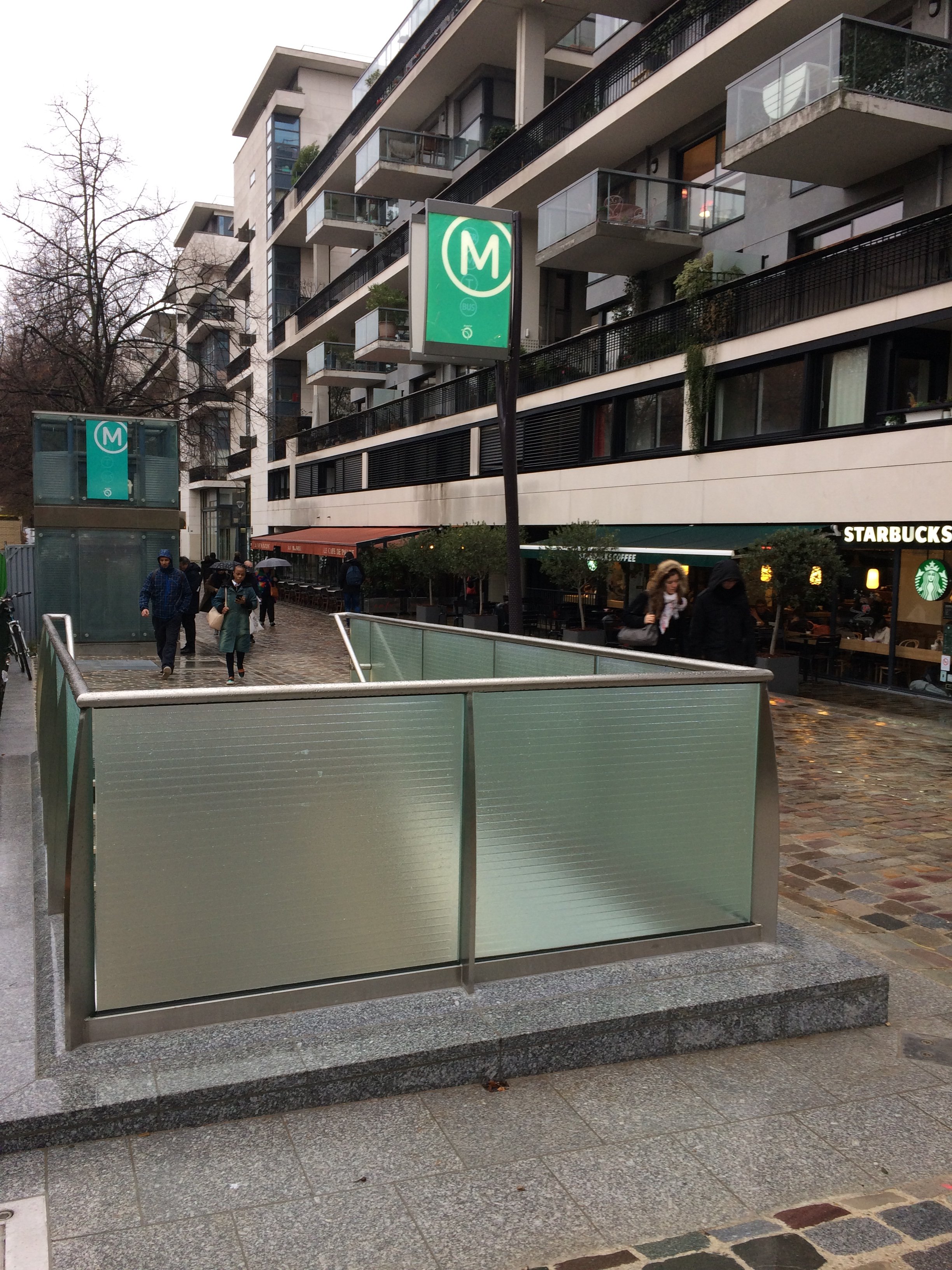
L'accès no 2.
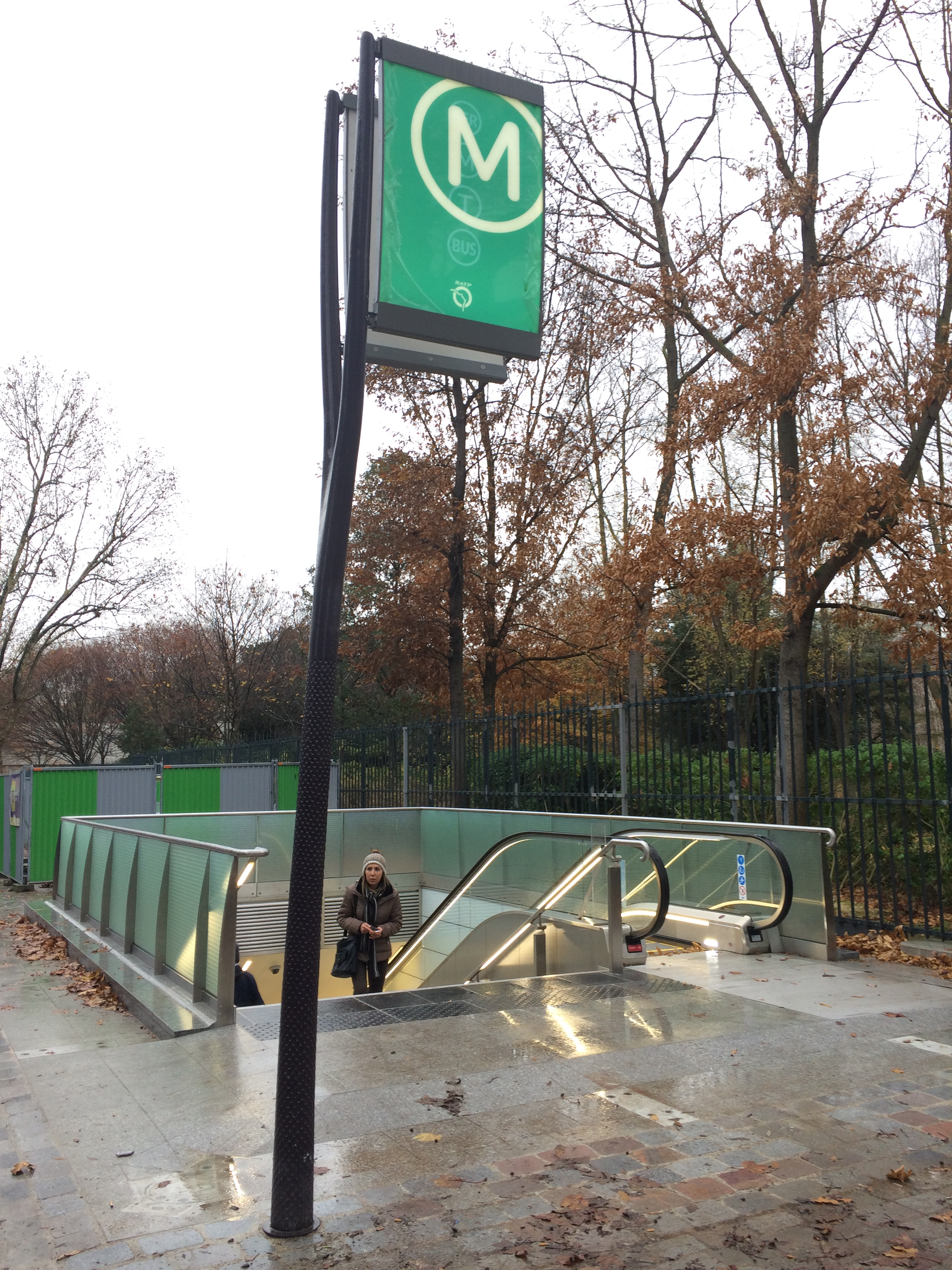
L'accès no 3.
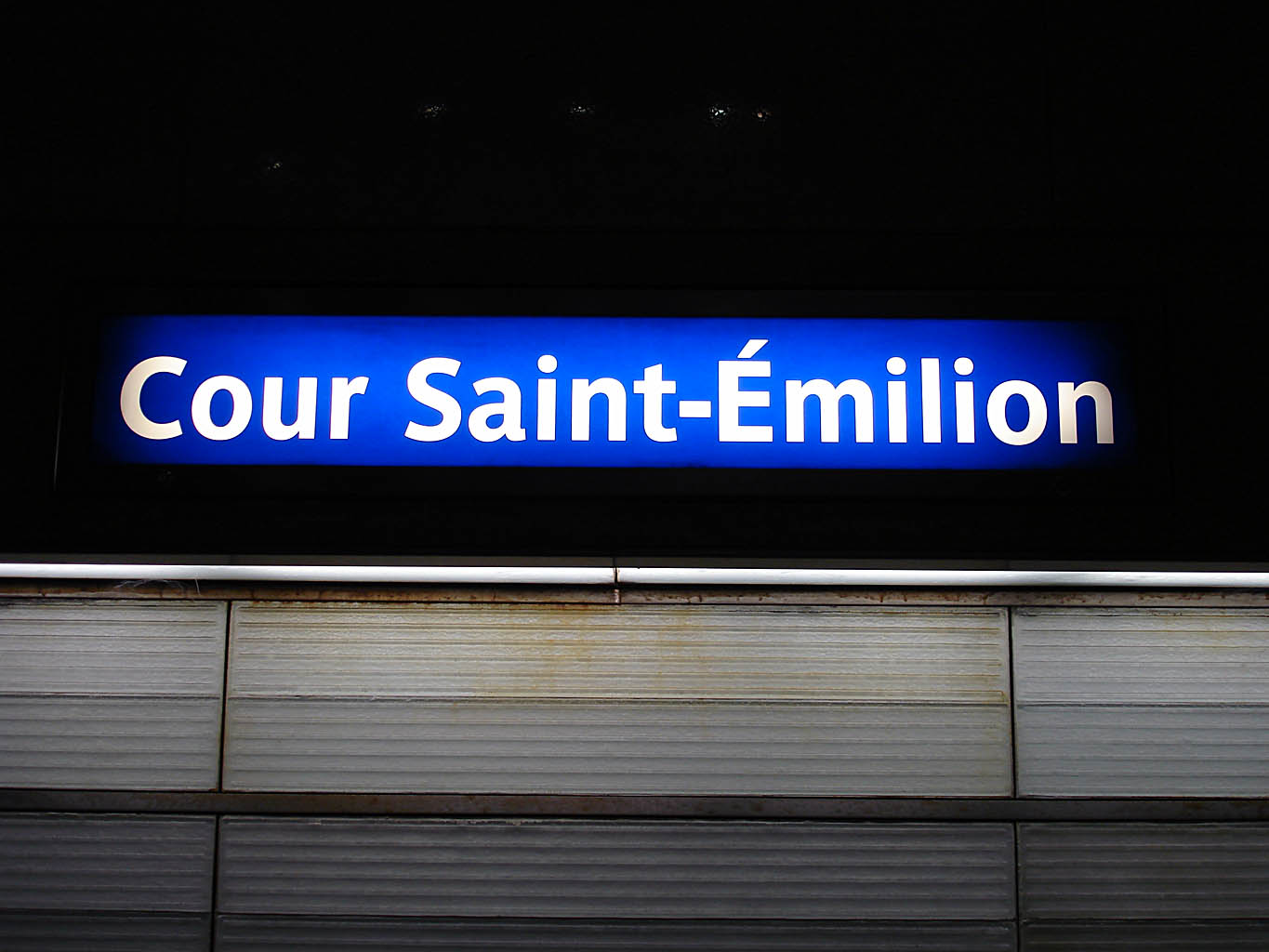
Panneau de quai.